# Brevet d'état-major
Pour les articles homonymes, voir Brevet (homonymie).

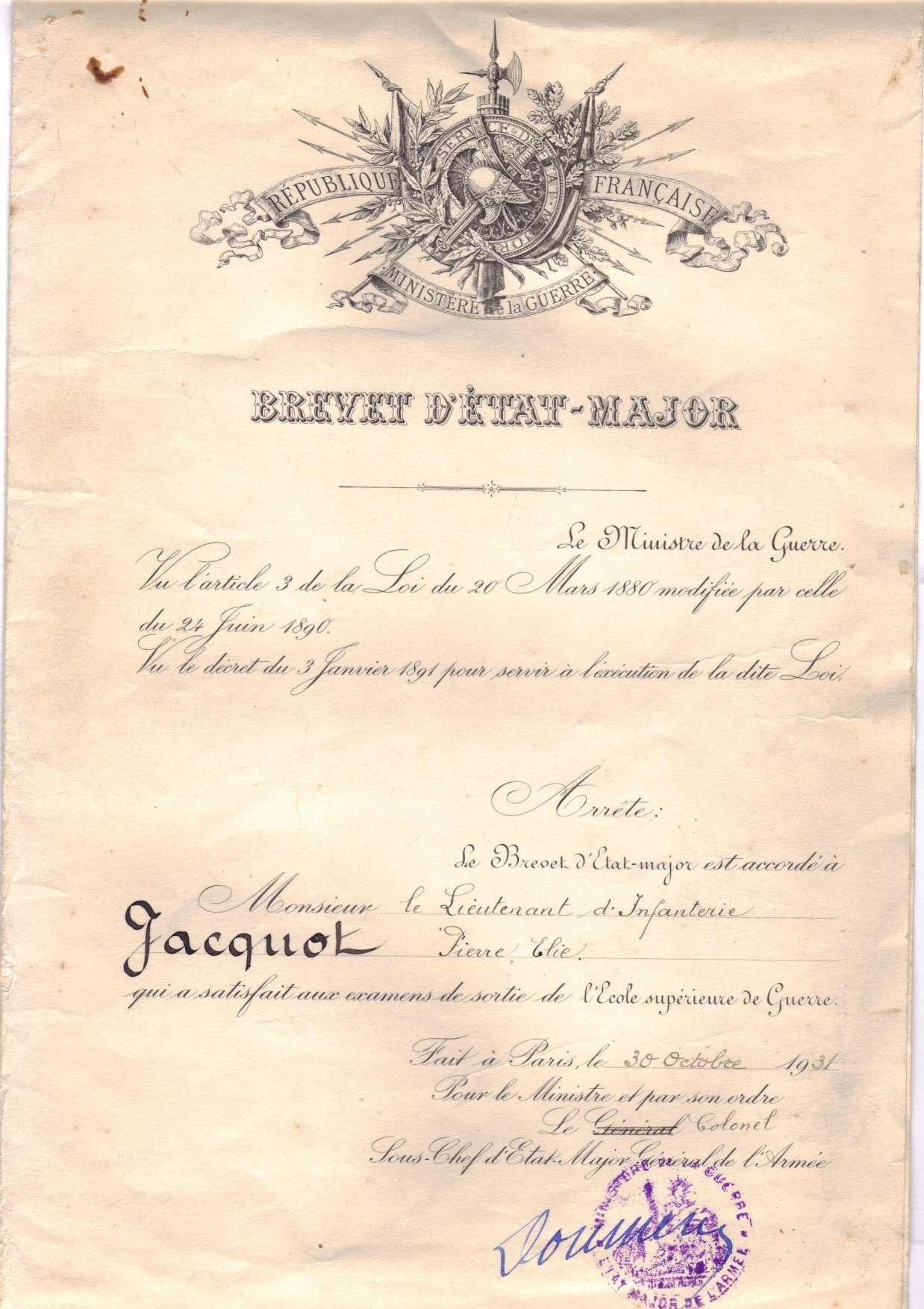
Le Brevet d'état-major obtenu par Pierre-Elie Jacquot en 1931

Un brevet d'état-major (en néerlandais Stafbrevethouder), habituellement abrégé en BEM, est une distinction militaire dans les armées belges et françaises qui atteste que l'officier a suivi et réussi le cursus d'état-major. Bien qu'il soit habituellement vu uniquement en français, il peut être abrégé en SBH en néerlandais.

## Par pays

### Belgique
Le brevet d'état-major était obtenu[Quand ?] après avoir suivi le « cycle d'études supérieures d’état-major » d'une durée d'un an à l'École de guerre. Actuellement[Quand ?] le cursus est allongé et le brevet obtenu après passage devant un jury militaire.

### France
En France, le brevet fut décerné entre 1876 et 1992 après avoir réussi le cours de l'École supérieure de guerre au sein de l'École militaire.